# Tint

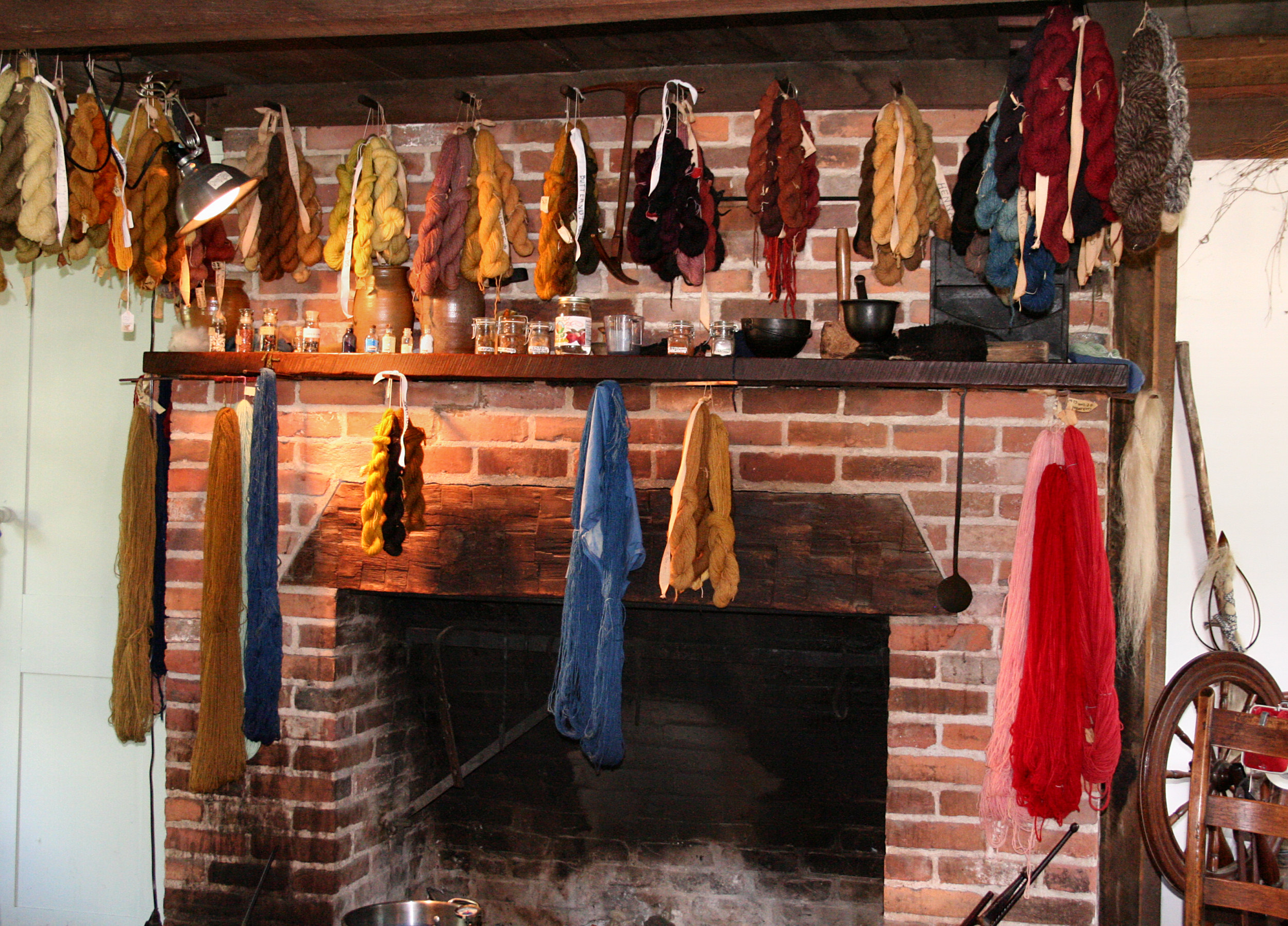
Fils tenyits de diversos colors

El tint és una substància amb la qual es dona color a un objecte o cosa (usualment teixit, fusta, roba o cabell) sobre el color que tenia. Encara que existeix una multitud de tints naturals, la major part dels tints usats avui dia contenen productes químics. El tint, tiny, tenyit, tenyida, tenyiment o tintura també és l'acció i efecte de tenyir. La tenyidura és l'acció de tenyir.